# 순천교도소
순천교도소(順天矯導所, Suncheon Correctional Institution)는 대한민국의 교도소이다. 전라남도 순천시 서면 백강로 790에 위치하고 있다.

## 연혁
- 1967년 12월 20일 개청.
- 1998년 12월 30일 신축공사 착공.
- 2004년 7월 9일 현 위치로 개축 이전.